# Makhmudjon Shavkatov
Makhmudjon Shavkatov (26 giugno 1994) è un lottatore uzbeko, specializzato nella lotta libera.

## Palmarès
- Campionati asiatici

Bishkek 2018: argento nei 57 kg.
Xi'an 2019: bronzo nei 57 kg.